# フェリクス・ホッペ＝ザイラー
エルンスト・フェリクス・イマニュエル・ホッペ＝ザイラー（Ernst Felix Immanuel Hoppe-Seyler, 1825年12月26日 - 1895年8月10日）は、ドイツの生理学者、化学者である。
近代生化学、応用化学、分子生物学における草分けの一人であり、その研究は教え子であるノーベル生理学・医学賞受賞者のパウル・エールリヒに影響を与えた。その他の教え子にもフリードリッヒ・ミーシェルやノーベル生理学・医学賞受賞者のアルブレヒト・コッセルがいる。

## 生涯
プロイセン王国ザクセン州のフライブルク・アン・デア・ウンストルートで、プロテスタントの監督の家庭に生まれた。6歳で母を、9歳で父エルンスト・アウグスト・ダンケゴット (Ernst August Dankegott) を亡くして孤児となり、姉クララ (Klara) の嫁ぎ先である牧師のザイラー (Seyler) 家に引き取られたが、結局はハレの孤児院で暮らし、そこからギムナジウムまで進んだ。正式にゲオルク・ザイラー (Georg Seyler)の養子となり姓を複合姓へ変更したのは、1864年になってからのことだった。
医師を志してハレ大学とライプツィヒ大学に学び、1851年にベルリン大学から医学博士号を授与された。その後ベルリンの病理学研究所でルドルフ・ウィルヒョーの助手を務めた。1858年にアグネス・フランツィスカ・マリア・ボルシュタイン (Agnes Franziska Maria Borstein) と結婚し、後にキール大学の医学科教授となる息子ゲオルクを儲けた。1872年、ストラスブール大学の教授となる。
1877年に『生理化学ジャーナル』(Biological Chemistry) を創刊し、1895年にバイエルン王国ヴァッサーブルク・アム・インで死去するまでその編集者を務めた。

## 研究
医療の分野における科学的研究を進め、グライフスヴァルト大学、テュービンゲン大学、ストラスブール大学で解剖学、応用化学、生化学の研究職に就いた。ホッペ＝ザイラーが主任を務めていたストラスブール大学生化学科は、当時のヨーロッパでは唯一の生化学研究機関だった。
なかでも血液・ヘモグロビン・膿・胆汁・牛乳・尿についての研究を数多く行い、血色素のスペクトルに表れる2種類の特徴的な吸収帯について最初に説明を加えた化学者となった。ヘモグロビンの酸化化合物を作成し、ヘモグロビンには酸素と結合してそれを運搬する役割があることを確認した。さらにヘモグロビンを結晶化させ、そこに鉄が含まれていることを確認した。また、化学者として初めてレシチンを精製し、その組成を解明してもいる。

## 主著
- Handbuch der physiologisch und pathologisch-chemischen Analyse (1858). - リンク先は1909年発行の第8版
- Physiologische Chemie (1877–81). - 全4巻
- Zeitschrift für Physiologische Chemie (1877–1921).